# Mersch
Mersch é uma comuna do Luxemburgo, pertence ao distrito de Luxemburgo e ao cantão de Mersch.

## Demografia
Dados do censo de 15 de fevereiro de 2001:
- população total: 7.012
  - homens: 3.476
  - mulheres: 3.536

- densidade: 140,97 hab./km²

- distribuição por nacionalidade:

| Nacionalidade  | População | %      |
| -------------- | --------- | ------ |
| luxemburgueses | 4.661     | 66,47% |
| estrangeiros   | 2.351     | 33,53% |
| - portugueses  | 1.143     | 16,30% |
| - franceses    | 182       | 2,60%  |
| - italianos    | 105       | 1,50%  |
| - belgas       | 189       | 2,70%  |
| - alemães      | 166       | 2,37%  |
| - iuguslavos   | 144       | 2,05%  |
| - outros       | 422       | 6,02%  |

- Crescimento populacional:

| Ano        | População |
| ---------- | --------- |
| 15/02/2001 | 7.012     |
| 01/01/2002 | 7.060     |
| 01/01/2003 | 7.178     |
| 01/01/2004 | 7.271     |
| 01/01/2005 | 7.286     |